# Programa New Frontiers

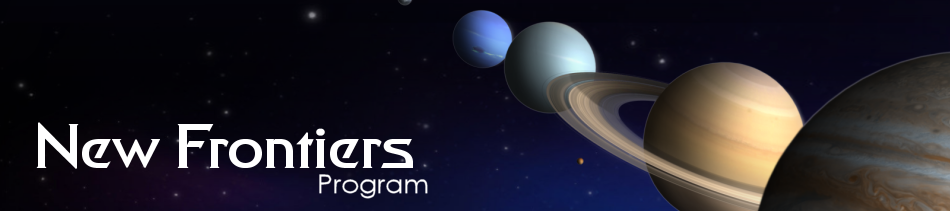
Capçalera del lloc web del programa New Frontiers, a partir del gener de 2016.

El programa New Frontiers és una sèrie de missions d'exploració espacial conduïdes per la NASA amb l'objectiu d'investigar diversos planetes del sistema solar, incloent Júpiter, Venus i el planeta nan Plutó.
La NASA encoratja a científics que facin propostes pel projecte. El programa està dissenyat per a missions de classe mitjana que no poden tenir èxit amb els costos i el temps d'una missió del programa Discovery, però que no són tan grans com les missions del programa Flagship.
Actualment, el programa té tres missions en curs:
- La sonda New Horizons, llançada el 2006, amb destí a un objecte del cinturó de Kuiper després de sobrevolar Plutó al 2015.
- La sonda Juno, llançada el 2011 i que va arribar a Júpiter al 2016.
- La sonda OSIRIS-REx, llançada el 2016 en direcció a l'asteroide (101955) Bennu per estudiar-lo del 2018 al 2021 i que retornarà a la Terra amb mostres del cometa al 2023.

## Futures missions
Al 2017 va començar la competició per ser la quarta missió del programa New Frontiers. La NASA seleccionarà diferents propostes per un estudi més exhaustiu al novembre de 2017, seleccionarà un guanyador al 2019 i llançarà la missió al 2024. El cost de desenvolupament de la missió ha de ser d'uns mil milions de dòlars.
Els objectius d'aquesta futura missió han d'estar englobats en un d'aquests temes:
- Retorn de mostres de la superfície d'un cometa.
- Retorn de mostres de la conca del pol sud-Aitken, a la Lluna.
- Móns oceànics (Tità o Encèlad).
- Sonda a Saturn.
- Una missió per sobrevolar dos o més asteroides troians.
- Una sonda d'aterratge a Venus.